# Viktor Herou

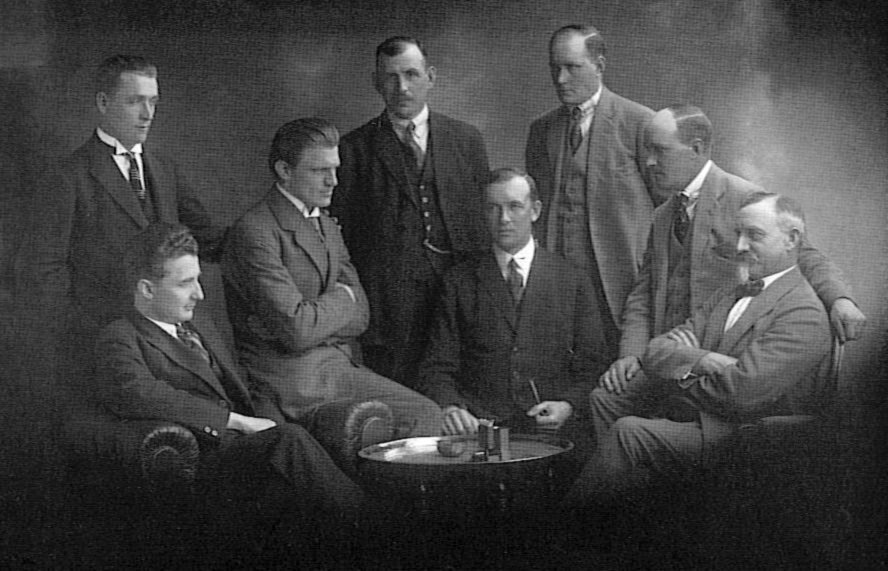
Den första kommunistiska riksdagsgruppen i Andra kammaren 1922. Stående från vänster: Viktor Herou, Verner Karlsson, Jonas Dahlén. Sittande från vänster: Karl Kilbom, August Spångberg, Helmer Molander, Carl Winberg.

Johan Viktor Herou, född 17 februari 1889 i Österfärnebo, död 21 februari 1970 i Österfärnebo, var en svensk lantbrukare och politiker (kilbomskommunist och bondeförbundare).
Viktor Herou var ledamot av Sveriges riksdags andra kammare för Kommunistpartiet från 1922, invald i Gävleborgs läns valkrets.